# 阿魯努岸
阿魯努岸（排灣語：Qaljunguan），是台灣排灣族內獅頭社（位於今屏東縣獅子鄉）的始祖之一，其後代創建了部落。

## 傳說

### 出生
阿魯努岸出生於Pinavavuqacan（北大武山山麓）的竹子內，他和一同出生的薩凜利（Saljimlji）都是由竹節裡的水珠凝結、各自變成紅、青兩個卵。隨著卵越長越大，竹子破裂而它們掉到地上，並且隨著天氣變化而不停移動自己的位置，直到長成約柑橘的大小後，兩人便從其中出生；同時，還有一顆從又小又脆的石頭裡出現的黑卵，從其中生出了一名不知名的女性，他們在長大後分別帶著自己出生的東西回到家裡好好保管。

### 結婚生子
阿魯努岸後來跟石生女結婚，生下眾多子女，其中長女成為了世界上第一個巫師，被稱為薩基魯．伊里基嶺（Sangilu．Qilingiling）。他們的子女後來互相結婚，生下的第三代都是殘廢、第三代之間的第四代子女也依然是殘廢，直到第四代開始由堂表兄弟姊妹之間結婚，才生下了健全的人，因此後代規定兩代以內的親人不可以結婚；另一方面，薩凜利雖然未婚而死，但他教導了兩人的後代農耕和狩獵的方法。

### 後代
後來因為人口越來越多，一部份的後代便離開當地另尋居處，並且抵達內文社群一帶，而其中一名叫做薩巴拉凜（Sapaljaljim）的人建立了內獅頭社。